# Аполлос (Терешкевич)
Єпископ Аполлос (Терешкевич; 21 лютого (4 травня) 1746 — 19 (31) січня 1817) — український релігійний діяч на Гетьманщині, у Московії та Карелії. Єпископ Відомства православного сповідання Російської імперії з титулом Слобідсько-Український і Харківський.

## Біографія
Походив із шляхетської родини міста Говтва. Навчався у Переяславській семінарії і Київській академії, після чого емігрував на Московщину, де вчителював в Новгородській семінарії.
У 1780 році прийняв чернечий постриг.
У 1786 році призначений ігуменом Олександро-Ошевенського монастиря Олонецької єпархії в Карелії.
У 1787—1788 роки був ієромонахом флоту Московщини, маючи під начальством флотських священнослужителів.
У 1790 році призначений ректором Архангельської духовної семінарії і архімандритом Антонієво-Сийського монастиря. Був вчителем богослов'я і грецької мови.
Був присутній на коронації імператора Московії Павла I, підніс йому образ Святої Трійці.
9 березня 1803 року архімандрит Аполлос переведений у Курський Богородицький Знаменський монастир.
14 жовтня 1813 року хіротонізований на єпископа Слобідсько-Українського та Харківського.
Задовго до смерті майже зовсім втратив зір.
19 жовтня 1817 року помер і похований в усипальниці Харківського Покровського монастиря.
Після смерті його досить багата бібліотека була передана в Ростовську духовну семінарію.